# بيرجيت هامان
بيرجيت هامان (بالألمانية: Birgit Hamann)‏ هي منافسة ألعاب القوى ألمانية، ولدت في 11 سبتمبر 1969 في بوبلينغين في ألمانيا.

## وصلات خارجية
- بيرجيت هامان على موقع الاتحاد الدولي لألعاب القوى (الإنجليزية)
- بيرجيت هامان على موقع أوليمبيديا (الإنجليزية)